# Gustav Benario
Gustav Benario (geboren 11. Februar 1868 in Wertheim am Main; gestorben 3. Juni 1948 in Buffalo, New York) war ein deutscher Bankier.

## Leben
Benario war der Sohn des Kaufmanns, Weinhändlers und Wertheimer Gemeinderates Leopold Benario und dessen Ehefrau Hannchen geborene Löb. Nach dem Besuch des Gymnasiums in Wertheim stieg er in das Bankgeschäft ein, später wurde er Bankdirektor und Vorstandsmitglied der Deutschen Effecten- und Wechselbank in Frankfurt am Main, Abteilung Berlin.
Gustav Benario war Mitglied der Soncino-Gesellschaft der Freunde des jüdischen Buches in Berlin und der Frankfurter Bibliophilen-Gesellschaft. Ferner war er Mitglied des Wirtschaftsausschusses des Preußischen Landesverbandes jüdischer Gemeinden.

## Familie
Gustav Benario heiratete Emilie geborene Scharff aus Landau in der Pfalz. Aus der Ehe gingen die Kinder Johanne Friederike verehl. Strauß (* 1897) und Johann Friedrich Benario (* 1901) hervor. Er wohnte mit seiner Familie in Berlin-Charlottenburg, Bismarckstraße 102. Später zogen sie in die Heilbronner Straße 13 II im „Bayerischen Viertel“ in Schöneberg um. Von dort gelang ihnen im Jahre 1941 über Kuba die Flucht aus dem nationalsozialistischen Deutschen Reich in die USA.

## Schriften (Auswahl)
- Stammbaum der Familie Benario, o. O. [C. G. Blanckertz, Düsseldorf] 1921.